# حور خشن
حور خشن (الاسم العلمي:Populus robusta) هي نوع نباتي يتبع جنس الحور من الفصيلة الصفصافية.